# 반달소프트
반달소프트는 귀뚜라미, 동애등에, 밀웜 등 미래 식량인 식용곤충을 사육 · 생산하는 기업이다.

## 연혁
2017년
- 반달소프트가 설립되었다. 법인 전환 기준 정식 설립일은 2020년 8월 18일이다.

2018년
- 10월 한-덴마크 Summit 참가 기업으로 선정되었다.

2019년
- 6월 건국대학교가 개최한 KU 지역창업 경진대회에서 우수상을 수상하였다.
- 7월 베트남 곤충 업체와 MOU를 체결하였다.

2020년
- 7월 귀뚜라미 사육장을 원격으로 제어할 수 있는 애플리케이션 트윈스타팜 커넥트를 출시하였다.
- 8월 18일 '주식회사 반달소프트'로 법인 전환 되었다.
- 9월 소풍벤처스에서 첫 투자 유치를 하였다.
- 12월에 국민대학교와 동국대학교가 주최한 KDU 창업경진대회에서 최우수상을 수상하였다.

2021년
- 1월 아산나눔재단에서 설립한 마루180의 장기입주기업으로 선정되었다.
- 3월 청년창업사관학교 11기 추가 과정에 선발되었다.
- 4월 곤충 사육 관련 특허를 총 4건 등록하였다.
- 8월 곤충 사육장을 원격으로 제어할 수 있는 애플리케이션 반달허브를 출시하였다.
- 8월 세계발명혁신대전에서 금상을 수상하였다.
- 9월 한-인도 SDGs 해커톤에서 최우수상을 수상하였다.
- 10월 부산 농식품IR피칭대회에서 최우수상을 수상하였다.
- 12월 충청남도 논산시에 귀뚜라미 스마트팜 테스트베드 농장을 설립하였다.

2022년
- 2월 경상북도 상주시에서 챔버형 곤충 스마트팜을 납품하였다.
- 5월 성남시 판교동에 위치한 경기스타트업캠퍼스 보관됨 2022-08-11 - 웨이백 머신에 입주하였다.
- 5월 비대면 스타트업 육성사업 보관됨 2022-08-10 - 웨이백 머신에 선정되었다.
- 5월 대전광역시에서 갈색거저리 사육대 납품을 진행하였다.
- 6월 기업부설연구소를 설립하였다.
- 6월 이천시에 위치한 농장에 풀무치 비닐하우스 스마트팜을 설치하였다.
- 7월과 8월에 평창 곤충 체험학습장에서 밀웜 스마트팜 설치 작업을 진행하였다.
- 8월부터 곤충 스마트팜의 해외 진출을 위하여 싱가포르 출정 일정을 소화하고 있다.
- 9월 틱택코리아와 MOU를 체결하였다.
- 12월 아이디어 해커톤 경진대회에서 최우수상을 수상하였다.